# Emanuel Budisavljević
Emanuel plemeniti Budisavljević Prijedorski, Manojlo, nazivan i Mane, (1836. – 1893.) je bio dvorski savjetnik Dalmatinskog namjesništva u Zadru i okružni kapetan u Kotoru (oko 1878-83). Iz ugledne je ličke obitelji Budisavljević, iz onog dijela obitelji koji nosi plemićki pridjevak Prijedorski.

## Životopis
Sin je časnika Budeta i Sofije, rođ. Marić. Bio je najstariji brat velikom županu Budislavu, Jovi i Stanislavu. Sa svojom ženom Amelijom Negrinom, imao je tri sina: Vladimira (1864), Stevana (1867) i Maneta (umro prije 1908.). Amelija je bila kćerka načelnika Ravene. Završio je vojnu školu i vrlo brzo je postao nadporučnik. Služio je kao generalštabni časnik kod generala Josipa Filipovića u Italiji (Bologna i Ferrara) gdje je upoznao svoju buduću ženu. Zbog ženidbe je napustio vojnu službu postavši kancelarist u Zadarskom namjesništvu kod barona Lazara Mamule iz Gomirja. Kasnije prelazi u Kotor kao viši službenik. Ministar unutrašnjih djelah postavio je 1868. u novoj organizaciji političkih oblasti Dalmacije, za kotarskog povjereničkog pristava ravnateljstva pomoćnih uredah u namjesništvu Emanuela Budisavljevića Prijedorskoga. Vijest o tome objavljuju Narodne novine 6. kolovoza 1868. godine istovremeno s Carskom naredbom o upotrebi jezika u četama, a koji mora biti onaj kojim se najviše govori u puku kojem četa pripada.
Naredbom se tražilo da se časnički kadar u zemljama krune Ugarske popunjava koliko je to moguće časnicima koji iz te zemlje potječu, a u nastavku se kaže da prvenstvo treba dati jeziku većine te da se, shodno tome, u pukovima u bivšoj Vojnoj krajini koristi srpskohrvatski jezik. Naredbu je potpisao car Franjo Josip I. 8. kolovoza 1868. Ove naredbe nastale su poslije donošenja Zakona o općoj vojnoj obvezi. Iako Mane nije bio izravno povezan sa sprovođenjem ovog zakona i za posljedice koje su iz toga proistekle, ovo postavljanje je došlo u vrlo kritičnom trenutku, neposredno pred izbijanje Krivošijskog ustanka. Mantov rad u Kotoru je značajan jer je, izvršavajući nalog Namjesništva dalmatinskog iz Zadra iz 1883. godine, sredio stari arhiv Kotora i poslao ga 1885. u Zadar, u osam sanduka, Loydovim parobrodom. Potpisnik je više dokumenata po kojima se sprovode razne uredbe: Carska naredba o zabrani nošenja (svijetlog) oružja, koja je posebno pogađala bokeljski i hercegovački narod (što je također doprinijelo da dođe do Krivošijskog ustanka), akt o načinu sprovođenja novih pravila o organizaciji pritvora i zatvorskim prostorijama, dokument o rješavanju spora sa stanovnicima Špiljara oko vojnog strelišta.
On se spominje u vezi s događajima oko provođenja odluka Berlinskog kongresa u današnjem crnogorskom primorju, a 1881. u vezi s onima pred drugi krivošijski ustanak 1882. N. Stijepović i I. Zloković objavili su o tome dokumente iz 1881. te se kritički osvrnuli na njegovu pretjeranu revnost u provođenju odluke o obveznoj vojnoj službi na području Boke kotorske, koja je bila povod tom ustanku. U Zadru je uređivao upravno-političke novine Objavitelj dalmatinski (1883-93) i, vjerojatno istovremeno, upravno-službene novine Pokrajinski list.